# Kemenate Hermannsfeld
Die wüste Kemenate Hermannsfeld stand im Ortsteil Hermannsfeld der Gemeinde Rhönblick im Landkreis Schmalkalden-Meiningen in Thüringen.
An den Ufern des einstigen großen Hermannsfelder Sees befand sich neben dem Fischhaus auch ein Rettungshaus. Oberhalb dieser Häuser stand im Mittelalter eine Kemenate, auch der „Turm“ genannt.
Die Kemenate war verschiedenen Burgmännern zur Wehr überlassen und ist ebenfalls 1525 im Bauernkrieg zerstört worden.